# Багремово
Багремово (мађ. Brazília) је насеље у Србији у општини Бачка Топола у Севернобачком округу. Према попису из 2022. било је 115 становника.

## Демографија
У насељу Багремово живи 168 пунолетних становника, а просечна старост становништва износи 42,5 година (40,7 код мушкараца и 44,5 код жена). У насељу има 78 домаћинстава, а просечан број чланова по домаћинству је 2,62.
Ово насеље је углавном насељено Мађарима (према попису из 2002. године), а у последња три пописа, примећен је пад у броју становника.
|  |

| Демографија | Демографија | Демографија |
| Година      | Становника  | Становника  |
| ----------- | ----------- | ----------- |
| 1948.       | 419         |             |
| 1953.       | 321         |             |
| 1961.       | 325         |             |
| 1971.       | 275         |             |
| 1981.       | 270         |             |
| 1991.       | 220         | 219         |
| 2002.       | 204         | 208         |
| 2011.       | 151         |             |

| Етнички састав према попису из 2002.‍ | Етнички састав према попису из 2002.‍ | Етнички састав према попису из 2002.‍ | Етнички састав према попису из 2002.‍ | Етнички састав према попису из 2002.‍ |
| ------------------------------------ | ------------------------------------ | ------------------------------------ | ------------------------------------ | ------------------------------------ |
|                                      |                                      |                                      |                                      |                                      |
| Мађари                               | Мађари                               |                                      | 168                                  | 82,35%                               |
| Срби                                 | Срби                                 |                                      | 33                                   | 16,17%                               |
| Роми                                 | Роми                                 |                                      | 1                                    | 0,49%                                |
| Бошњаци                              | Бошњаци                              |                                      | 1                                    | 0,49%                                |
| непознато                            | непознато                            |                                      | 1                                    | 0,49%                                |

| Година пописа     | 1948. | 1953. | 1961. | 1971. | 1981. | 1991. | 2002. |
| ----------------- | ----- | ----- | ----- | ----- | ----- | ----- | ----- |
| Број домаћинстава | 115   | 100   | 104   | 93    | 101   | 88    | 78    |

| Број чланова      | 1  | 2  | 3  | 4  | 5 | 6 | 7 | 8 | 9 | 10 и више | Просек |
| ----------------- | -- | -- | -- | -- | - | - | - | - | - | --------- | ------ |
| Број домаћинстава | 17 | 26 | 14 | 13 | 7 | 1 | 0 | 0 | 0 | 0         | 2,62   |

| Пол    | Укупно | Неожењен/Неудата | Ожењен/Удата | Удовац/Удовица | Разведен/Разведена | Непознато |
| ------ | ------ | ---------------- | ------------ | -------------- | ------------------ | --------- |
| Мушки  | 90     | 30               | 48           | 6              | 6                  | 0         |
| Женски | 83     | 11               | 45           | 21             | 6                  | 0         |
| УКУПНО | 173    | 41               | 93           | 27             | 12                 | 0         |

| Пол    | Укупно                    | Пољопривреда, лов и шумарство | Рибарство                            | Вађење руде и камена | Прерађивачка индустрија       |
| ------ | ------------------------- | ----------------------------- | ------------------------------------ | -------------------- | ----------------------------- |
| Мушки  | 45                        | 40                            | 0                                    | 0                    | 2                             |
| Женски | 20                        | 17                            | 0                                    | 0                    | 3                             |
| УКУПНО | 65                        | 57                            | 0                                    | 0                    | 5                             |
| Пол    | Производња и снабдевање   | Грађевинарство                | Трговина                             | Хотели и ресторани   | Саобраћај, складиштење и везе |
| Мушки  | 0                         | 1                             | 1                                    | 0                    | 1                             |
| Женски | 0                         | 0                             | 0                                    | 0                    | 0                             |
| УКУПНО | 0                         | 1                             | 1                                    | 0                    | 1                             |
| Пол    | Финансијско посредовање   | Некретнине                    | Државна управа и одбрана             | Образовање           | Здравствени и социјални рад   |
| Мушки  | 0                         | 0                             | 0                                    | 0                    | 0                             |
| Женски | 0                         | 0                             | 0                                    | 0                    | 0                             |
| УКУПНО | 0                         | 0                             | 0                                    | 0                    | 0                             |
| Пол    | Остале услужне активности | Приватна домаћинства          | Екстериторијалне организације и тела | Непознато            | Непознато                     |
| Мушки  | 0                         | 0                             | 0                                    | 0                    | 0                             |
| Женски | 0                         | 0                             | 0                                    | 0                    | 0                             |
| УКУПНО | 0                         | 0                             | 0                                    | 0                    | 0                             |